# Union Cotonnière
De Union Cotonnière (UCO) (ook: N.V. Filatures et Tissages Union Cotonnière) was een textielbedrijf dat in 1919 is ontstaan door de fusie van een zestal onafhankelijke spinnerijen.  Het bedrijf was gevestigd te Gent. Grootaandeelhouders waren de Société Générale en Établissement Textiles Fernand Hanus.

## Geschiedenis
De gefuseerde bedrijven waren:
- N.V. Filature de Rooigem,
- N.V. Filature Suppès,
- N.V. Filature Desmet-Guéquier,
- N.V. Cotonnière de Gand,
- N.V. Cotonnière Galveston,

alle te Gent, en:
- Cotonnière Renaisienne te Ronse

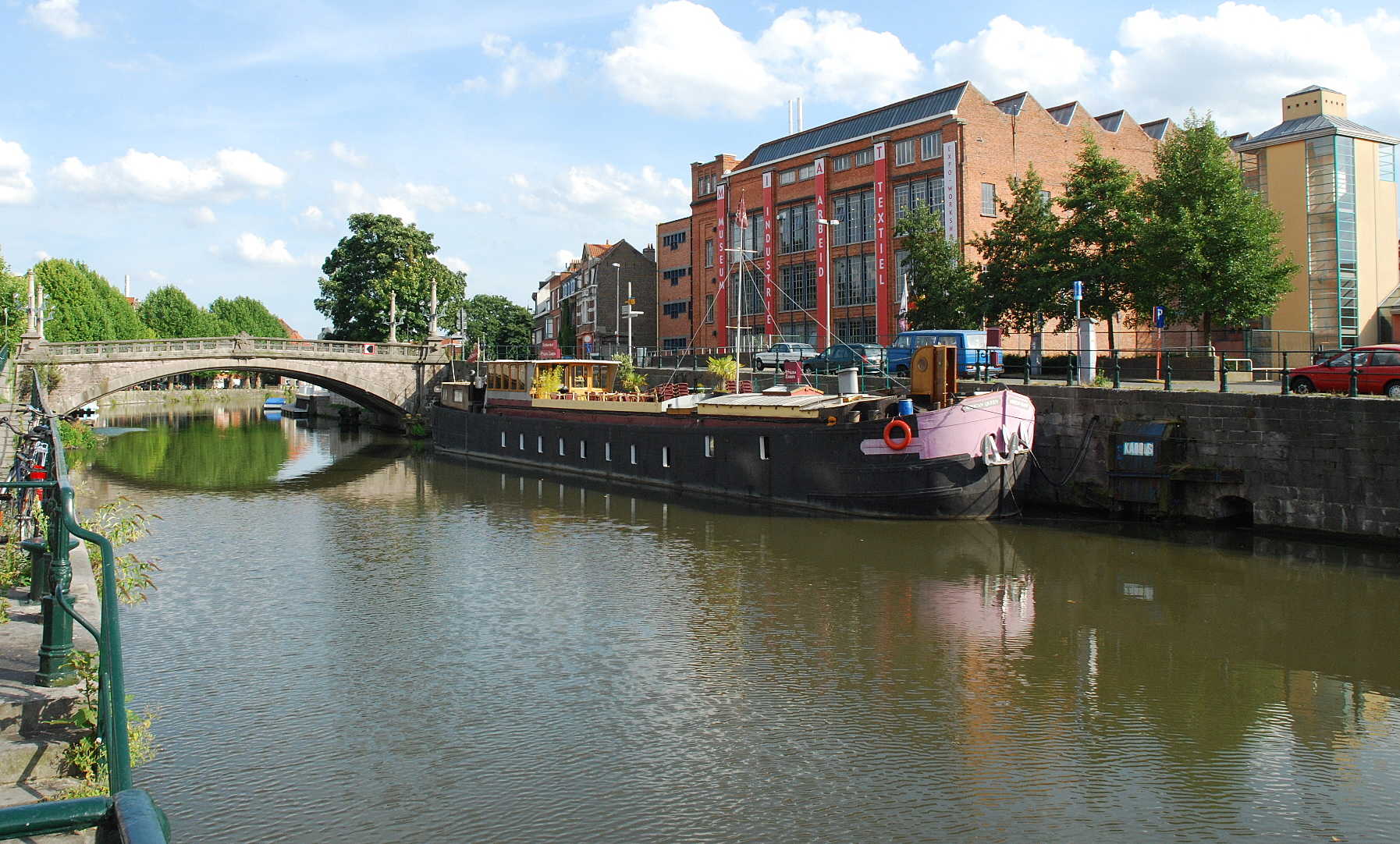
Filature Desmet-Guéquier, nu het Industriemuseum

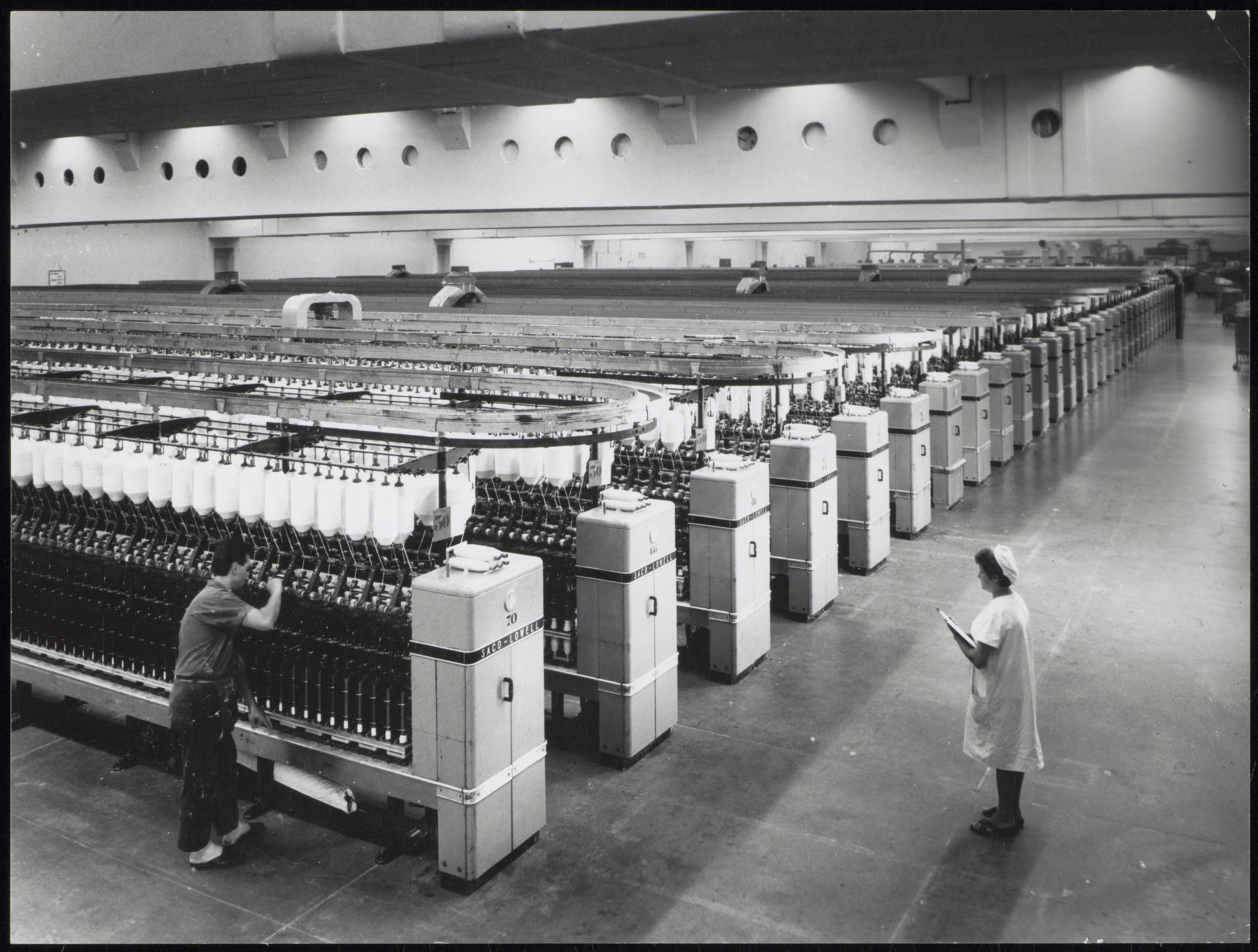
Weefgetouwen in 't Katoentje, de voormalige spinnerij en weverij te Brugge

Reden tot de fusie was de ontmanteling van een groot aantal Gentse (katoen-)spinnerijen door de bezetter gedurende de Eerste Wereldoorlog. Leiding van het nieuwe bedrijf was in handen van Paul Hebbelynck en Emile Braun. Tot de oprichters behoorden voorts: Jules de Hemptinne, Willy Friling, Gaston Hebbelynck en Paul Nagelmackers.
Op het moment van de fusie telde het bedrijf 1.364 werknemers en waren er 265.000 spindels aanwezig. Later sloten zich hierbij ook twijnderijen, ververijen en weverijen aan, zodat men een belangrijk deel van de productieketen vertegenwoordigde.
In 1920 sloten de volgende bedrijven zich bij de Union Cotonnière aan:
- Filature Jules de Hemptinne,
- Filature Hanus.

In 1935 werden, naast spinnerijen, ook weverijen aangekocht, teneinde de afzet van de spinnerijen te garanderen. Dit waren:
- N.V. Cruyplants,
- N.V. Uytendaele.

Einde 1946 begon men met de bouw van een nieuwe fabriek, de Cotonnière E.J. Braun, gelegen aan de Maisstraat te Gent. Deze werd in 1949 in gebruik genomen.
In 1953 worden in Brugge gronden aangekocht tussen de Krakeleweg en de Pathoekeweg om daar een moderne spinnerij te bouwen. Het duurt tot 1955 totdat Jean Hebbelynck het fabrieksgebouw ervoor ontwerpt. Deze spinnerij, in de volksmond bekend als  't Katoentje, verwerkt ruwe katoen tot weefsel, in het bijzonder lakes waarin ze gespecialiseerd was. In 2021 wordt het fietspad (ooit spoorlijn 201) langs de voormalige site vernoemd naar de spinnerij.
In 1957 werd de N.V. Filatures et Tissages Vincent & Auger Vincent in Union Cotonnière opgenomen.
In 1958 werd een reusachtig hoofdkantoor gebouwd, het zogeheten Bellevuecomplex, in de volksmond UCO-toren genoemd, van 14 verdiepingen hoog. De kantoor oppervlakte bedroeg 20.000 m2. Omstreeks deze tijd begon de katoenindustrie last te krijgen van het openstellen van het openstellen der binnengrenzen van de EEG, terwijl ook de concurrentie van kunstvezels toenam.
In 1964 werd de naam van het bedrijf gewijzigd in NV UCO.
In 1967 fuseerde de UCO met de NV Louisiane-Texas (NV Loutex) en met Ancien Établissements Textiles Fernand Hanus te Laarne. In 1972 werd Filature Nouvelle Orléans (FNO) en in 1974 Weverijen Léon Declercq opgekocht. Na deze fusie was vrijwel de gehele Gentse katoenindustrie in handen van één bedrijf.
Men ging zich vanaf 1974 specialiseren in de fabricage van denim, de stof voor spijkerbroeken., waartoe, samen met het Amerikaanse West Point Foundry, een nieuw verfproces werd ingevoerd.

## Ondergang
Crisis in de textielindustrie leidde tot sluiting van Filature Desmet-Guéquier in 1976 en van Louisiane in 1977. In 1978 volgde La Louisiana, en daarin werd de Katholieke Industriële Hogeschool voor Oost-Vlaanderen gehuisvest. In 1983 sloot de fabriek van Jules de Hemptinne. In 1988 volgden Texas en Filature Nouvelle Orléans. De overtollige fabrieksgebouwen werden met winst verkocht.
In 1989 werd UCO opgesplitst in een aantal min of meer zelfstandig opererende divisies. In hetzelfde jaar werden tal van afdelingen, voor onderzoek, opleiding, ontwikkeling en hoogtechnologisch textiel gesloten. Galveston sloot in 1999.
In 2006 vond een fusie plaats tussen UCO en het Indiase bedrijf Raymond Ltd., waaruit Uco Raymond Denim Holding voortkwam. In 2008 sloot de denimfabricage te Gent. Daardoor verloren 393 mensen hun werk. De globalisering werd opgegeven als reden tot sluiting. De denimfabricage zou voortaan in Roemenië plaatsvinden, maar ook deze fabriek voldeed niet aan de verwachtingen.
In 2009 sloot Cotonnière E.J. Braun, de modernste fabriek. Aldus verdween UCO, en daarmee vrijwel de gehele katoenindustrie, uit Gent.

## Externe bron
- Robin Debo: Spinnen en weven in de stad: Een chronologische en geografische reconstructie van de Gentse textielindustrie 1900-2000, Universiteit Gent, 2014.